# Sender ID
Sender ID — об'єднання специфікацій Sender Policy Framework і Caller ID.
SenderID призначений для захисту від підробки Email-адреси відправника, шляхом публікації в DNS політики використання домену — з яких IP-адрес можуть бути надіслані листи, відправником яких заявляється цей домен.